# Rue Linguet
La rue Linguet est une voie de la commune de Reims, située au sein du département de la Marne, en région Grand Est.

## Situation et accès
Elle fait partie du centre historique de la vieille ville et relie le boulevard Lundy.

## Origine du nom
Elle porte le nom de l'homme de lettres Simon-Nicolas-Henri Linguet, né à Reims et guillotiné le 14 juillet 1792 à Paris, qui s'était fait le défenseur des noirs de la Saint-Dominique à l'Assemblée constituante.

## Historique
Cette rue résulte de la réunions des anciennes « rue du Pied-de-Bœuf », « rue des Bouchers » et « rue Monginglon » en 1841 sous sa dénomination actuelle.
Elle fut prolongée en 1849 de la rue des Bouchers jusqu'aux remparts.

## Bâtiments remarquables et lieux de mémoire
- au n°1 : pavillon de Muire ;
- au n°2 : maison art déco à l'angle de la rue Linguet et de la Rue du Marc.

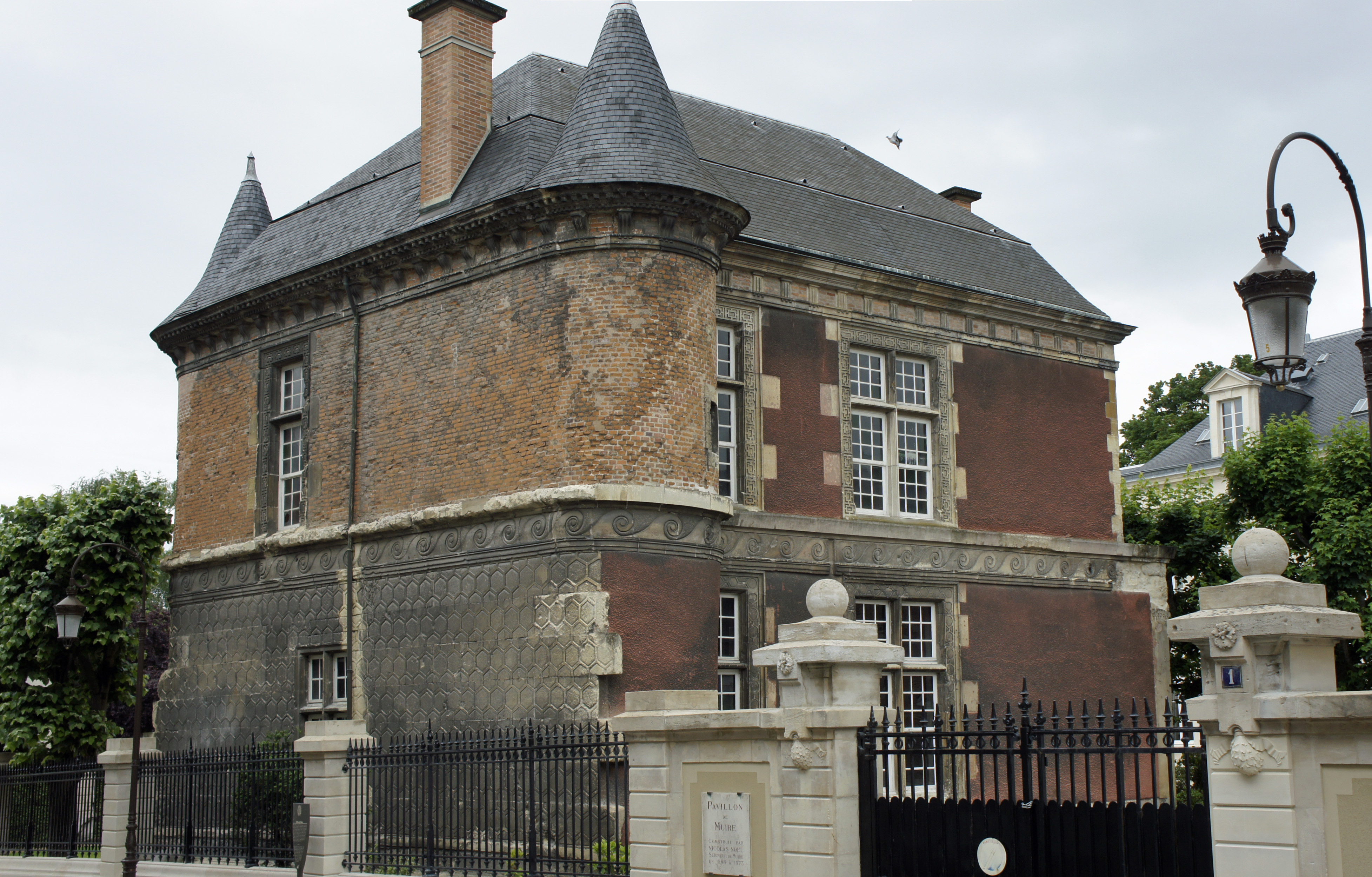
Pavillon de Muire, classé[1].
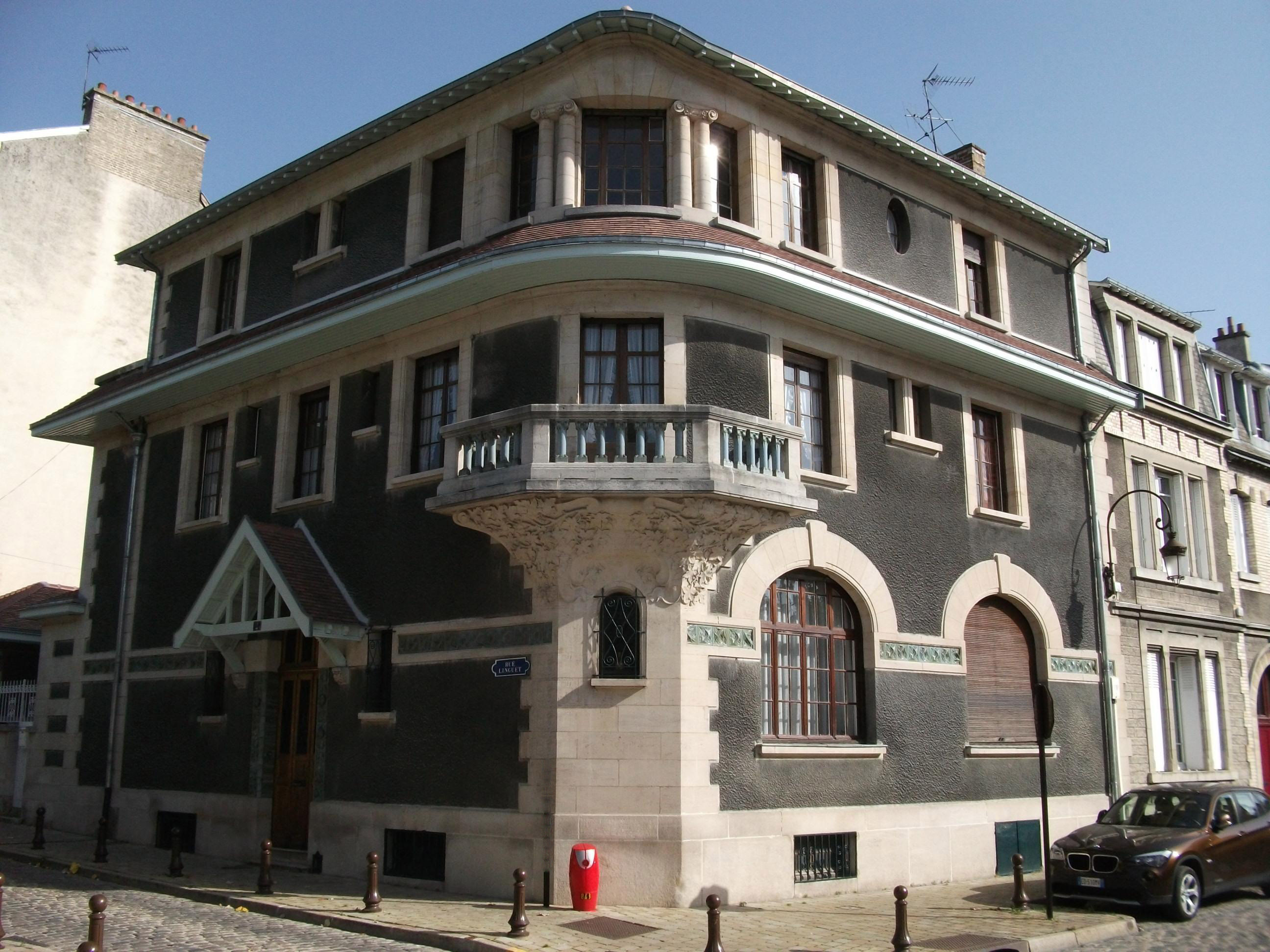
Maison art déco.